# Consentement systémique
Le consentement systémique (de l'allemand : Systemisches Konsensieren), également connu sous le nom de consensus systémique, est un principe et une méthode orientés vers le consensus, développés par Erich Visotschnig et Siegfried Schrotta, tous deux autrichiens. Le principe est que la minimisation de la résistance des participants doit être la préoccupation majeure lors de la prise de décisions. La méthode demande aux participants de donner une note à toutes les propositions — y compris le statu quo — en fonction de leur degré d'opposition, et de sélectionner la proposition ayant la note la plus basse.

## Histoire
Schrotta et Visotschnig se sont rencontrés en 1971 alors qu'ils travaillaient comme analystes-systèmes dans l'industrie informatique. En 1979, un groupe de parents dont faisait partie Visotschnig a tenté de fonder une école alternative à Graz. Bien qu'il s'agisse d'un groupe d'amis volontaires, des conflits surgissaient chaque fois qu'ils prenaient des décisions. Il considérait que ce phénomène conflictuel était dû à leur processus de décision - le vote à la majorité absolue. C'est à ce moment-là que Visotschnig a commencé à penser que minimiser l'opposition était un processus différent, et plus important, que maximiser la concertation.
En 1982, Schrotta et Visotschnig ont commencé à développer une méthode avec des étudiants à Graz. Après une pause, l'activité a repris en 2002, aboutissant au "Principe du consentement systémique" et à une méthode améliorée. Au cours de leur travail, le duo a publié quatre livres,,,, a créé un site web, a lancé un outil en ligne, a fondé un institut et a établi un réseau de formateurs.

## Principe
Le principe de consentement systémique est de se rapprocher le plus possible du consensus en minimisant la résistance. La résistance est considérée comme une opposition ou une réticence à l'égard d'une proposition. Ceci est motivé par des considérations éthiques et pratiques.
D'un point de vue éthique, permettre aux gens d'exprimer leur résistance est considéré comme fondamental pour leur dignité humaine. Prendre une décision collective à laquelle une personne s'oppose, alors qu'il existe un choix auquel personne ne s'oppose, est considéré comme un mépris injustifié de la détermination personnelle qui ne peut être légitimé par une préférence majoritaire. L'asymétrie entre la préférence positive et négative, et la primauté du négatif, est une expression de l'utilitarisme négatif.
En pratique, on s'attend à ce que les décisions prises avec moins d'opposition soient plus fructueuses, nécessitant moins (ou pas) de contrôle, de mise en action ou de sanction. On s'attend généralement à ce que les participants soient plus constructifs dans le groupe s'ils ont la possibilité d'exprimer ouvertement leur négativité, car "la résistance qui ne peut pas s'exprimer dans le système, se retourne contre le système".
Les auteurs opposent le principe de consentement systémique à ceux de la majorité et du consensus. La majorité est considérée comme le "droit du fort", qui conduit à des situations gagnant-perdant. Le consensus est considéré comme le "droit du faible", le droit de veto conduisant au blocage.

## Méthode
Les propositions sont rassemblées, le statu quo étant explicitement listé comme une "solution par défaut" (également appelée "choix zéro"). Ceci en partant du principe que l'état actuel des choses peut être préférable à toutes les propositions actuelles, et fonctionne comme le choix "Aucune des propositions ci-dessus" formulé de manière positive. Les participants sont encouragés à soumettre autant de propositions différentes que nécessaire.
Les participants sont ensuite invités à noter les propositions en fonction de leur degré de résistance à leur égard. La proposition ayant obtenu le score de résistance le plus bas est ensuite sélectionnée. Il s'agit d'une inversion de la notation habituelle, où un score plus élevé indique un plus grand accord.
Les modalités de la pratique du consentement systémique restent souples et dépendent de la situation. Le comptage des points peut se faire lorsque les personnes ne lèvent aucune, une ou les deux mains (une fourchette de 0 à 2), ou en levant des cartes numérotées (par exemple, 0 à 10). La notation peut se faire en secret ou en public.

## Exemple
Imaginez trois personnes, Frédéric, Anne et Georges, qui réfléchissent à ce qu'ils devraient acheter en guise de récompense pour une dure journée de travail. Frédéric, qui est végétalien, a eu de mauvaises expériences avec les choix végétaliens proposés par la plupart des glaciers et accorde donc une note élevée à la crème glacée. Anne, quant à elle, n'a pas de problème avec tous les choix proposés, mais les note tous faiblement. Georges est un alcoolique en voie de guérison et ne veut pas être tenté par les autres qui boivent autour de lui, il accorde donc une note très élevée à la bière. Tous les trois résistent fortement à la solution par défaut, qui consiste à ne rien consommer, et lui attribuent donc une note élevée.
| Que devrions-nous manger ? | Que devrions-nous manger ?                          | Que devrions-nous manger ?                          | Que devrions-nous manger ?                          | Que devrions-nous manger ?                          |
|                            | Noter les propositions en fonction de la résistance | Noter les propositions en fonction de la résistance | Noter les propositions en fonction de la résistance | Noter les propositions en fonction de la résistance |
|                            | Crème glacée                                        | Gaufres                                             | Bière                                               | Solution par défaut : rien                          |
| -------------------------- | --------------------------------------------------- | --------------------------------------------------- | --------------------------------------------------- | --------------------------------------------------- |
| Frédéric                   | 7                                                   | 0                                                   | 0                                                   | 8                                                   |
| Anne                       | 1                                                   | 2                                                   | 1                                                   | 5                                                   |
| Georges                    | 0                                                   | 2                                                   | 9                                                   | 10                                                  |
| Total                      | 8                                                   | 4                                                   | 10                                                  | 23                                                  |

Les gaufres, qui sont le choix qui suscite le moins de résistance, sont la décision du groupe.

## Influence
Grâce aux livres, aux conférences et aux ateliers, le consentement systémique a bénéficié d'une large diffusion dans le monde germanophone, y compris des articles dans les journaux Die Tageszeitung, Die Deutsche Apotheker Zeitung et Die Furche. Le groupe de travail de vote de Foodsharing.de et la branche saxonne du Grassroots Democratic Party of Germany envisagent l'utilisation du consentement systémique pour les décisions en interne.